# Nová Ves (okres Domažlice)
Nová Ves (Duits: Neudorf bei Neugedein) is een Tsjechische gemeente in de regio Pilsen, en maakt deel uit van het district Domažlice.
Nová Ves telt 142 inwoners.
Babylon · Bělá nad Radbuzou · Blížejov · Brnířov · Čermná · Česká Kubice · Díly · Domažlice · Drahotín · Draženov · Hlohová · Hlohovčice · Hora Svatého Václava · Horšovský Týn · Hostouň · Hradiště · Hvožďany · Chocomyšl · Chodov · Chodská Lhota · Chrastavice · Kanice · Kaničky · Kdyně · Klenčí pod Čerchovem · Koloveč · Kout na Šumavě · Křenovy · Libkov · Loučim · Luženičky · Meclov · Mezholezy (eerder okres Domažlice) · Mezholezy (eerder okres Horšovský Týn)  · Milavče · Mířkov · Mnichov · Močerady · Mrákov · Mutěnín · Nemanice · Němčice · Nevolice · Nová Ves · Nový Kramolín · Osvračín · Otov · Pařezov · Pasečnice · Pec · Pelechy · Poběžovice · Pocinovice · Poděvousy · Postřekov · Puclice · Rybník · Semněvice · Spáňov · Srbice · Srby · Staňkov · Stráž · Tlumačov · Trhanov · Úboč · Újezd · Únějovice · Úsilov · Velký Malahov · Vidice · Vlkanov · Všepadly · Všeruby · Zahořany · Ždánov